# Gustav von Meyern-Hohenberg
Gustav, baron von Meyern-Hohenberg (10 septembre 1820, Calvörde – 1er mars 1878, Constance), est un juriste, dramaturge et directeur de théâtre prussien.

## Biographie
Gustav von Meyern-Hohenberg est le fils du major Leopold von Meyern-Hohenberg (1766-1846) et de Dorothea Sophia von Brandis (1793-1886). Sa sœur Louise (de) est l'épouse de Nestor von Schlözer (de) et sa sœur Wilhelmine Georg Ferdinand von Lepel (de).
Meyern a étudié le droit à l'Université de Göttingen et à celle de Berlin. Depuis 1842, il était membre du Corps Lunaburgia. En 1843, il rejoint le service civil et curial du duc Ernest Ier de Saxe-Cobourg et Gotha. En 1848/49, il est secrétaire de légation à la représentation du duché à la Confédération allemande. Membre du Geheimer Rat, il devient directeur du Théâtre de la Cour ducale le 4 avril 186, dont il devient membre du conseil d'administration le 11 septembre 1868.
Le 25 janvier 1855, il avait épousé Clara Bertha von Alvensleben, fille du général et maréchal de cour Busso XVI. von Alvensleben (de) et son épouse Juliane von Bissing-Kornatowski (1804–1889).

## Ouvrages
- Ein Kaiser (1857)
- Heinrich von Schwerin, Schauspiel in 5 Akten (1859)
- Ein Kind des Elsaß, Drama in 2 Akten (1873)
- Das Ehrenwort, Schauspiel in 5 Akten (1873)
- Das Haus der Posa : historisches Schauspiel,en cinq actes, Lepipzig, 1874.
- Die Cavaliere : Schauspiel in fünf Aufzügen nach Victor Hugo's "Cromwell", Lepzig, 1874 Lire en ligne
- Welfenlied (1854)